# ديردر هوتون
ديردر هوتون (بالإنجليزية: Deirdre Hutton)‏ هي موظفة مدنية جنوب أفريقية، ولدت في 15 مارس 1949.